# Афтон (Міннесота)
Афтон (англ. Afton) — місто (англ. city) в США, в окрузі Вашингтон штату Міннесота. Населення — 2955 осіб (2020).

## Географія
Афтон розташований за координатами 44°53′56″ пн. ш. 92°49′9″ зх. д. / 44.89889° пн. ш. 92.81917° зх. д. (44.898776, -92.819108).  За даними Бюро перепису населення США в 2010 році місто мало площу 68,42 км², з яких 64,88 км² — суходіл та 3,54 км² — водойми.

## Демографія
Згідно з переписом 2010 року, у місті мешкало 2886 осіб у 1081 домогосподарстві у складі 863 родин. Густота населення становила 42 особи/км².  Було 1143 помешкання (17/км²).
Расовий склад населення:
| - 93,3 % — білих - 4,3 % — азіатів - 0,7 % — чорних або афроамериканців - 0,4 % — корінних американців - 0,1 % — вихідців з тихоокеанських островів |

До двох чи більше рас належало 0,7 %. Частка іспаномовних становила 1,7 % від усіх жителів.
За віковим діапазоном населення розподілялося таким чином: 21,4 % — особи молодші 18 років, 64,6 % — особи у віці 18—64 років, 14,0 % — особи у віці 65 років та старші. Медіана віку мешканця становила 48,2 року. На 100 осіб жіночої статі у місті припадало 99,9 чоловіків;  на 100 жінок у віці від 18 років та старших — 99,0 чоловіків також старших 18 років.
Середній дохід на одне домашнє господарство  становив 128 421 долар США (медіана — 99 663), а середній дохід на одну сім'ю — 140 079 доларів (медіана — 113 846). Медіана доходів становила 90 208 доларів для чоловіків та 59 875 доларів для жінок. За межею бідності перебувало 3,8 % осіб, у тому числі 5,6 % дітей у віці до 18 років та 1,1 % осіб у віці 65 років та старших.
Цивільне працевлаштоване населення становило 1512 особи. Основні галузі зайнятості: освіта, охорона здоров'я та соціальна допомога — 23,9 %, виробництво — 14,9 %, науковці, спеціалісти, менеджери — 12,4 %.